# George Galloway
George Galloway (Dundee, 16 agosto 1954) è un politico e scrittore britannico, parlamentare nel 2024 per il collegio di Rochdale.

## Biografia
Fu eletto la prima volta in Parlamento nel 1987 con il Partito Laburista. Espulso dal partito, entra a far parte del Respect Party, di cui è considerato il leader. Con tale formazione nel 2012 viene eletto deputato del Parlamento del Regno Unito nelle suppletive per Bradford West, restando in carica fino al 2015. Nel 2024 si è nuovamente candidato per un'elezione suppletiva nel collegio di Rochdale con il Workers Party of Britain, vincendo con il 39,7% dei voti. Alle elezioni generali tenute pochi mesi dopo (4 luglio 2024) perde contro il Laburista Paul Waugh. 
Come scrittore, oltre una sua autobiografia dal titolo I'm Not The Only One (omaggio a Imagine), ha pubblicato una biografia su Fidel Castro (Fidel Castro Handbook) e un'opera incentrata sulla figura di Neil Lennon (Open Season: The Neil Lennon Story). Ha inoltre collaborato per il quotidiano The Guardian. Galloway è inoltre apparso in Celebrity Big Brother (versione VIP britannica del Grande Fratello). Ha inoltre condotto su talkSPORT un talk show radiofonico dal titolo The Mother of All Talk Shows.